# Riu Akanyaru
El riu Akanyaru és el principal afluent del riu Nyabarongo. S'aixeca a les terres altes occidentals de Ruanda i Burundi, que flueix cap a l'est i després al nord al llarg de la frontera entre aquests països abans d'unir-se al riu Nyabarongo. Els trams més baixos contenen aiguamolls importants però no protegits, que estan amenaçats per l'activitat humana.

## Curs
El riu Mugere, una de les principals aiguaneix, s'eleva a una elevació de 2.450 m a Burundi. El riu té fonts d'aproximadament 2.300 m d'elevació al sud de Ruanda. Moltes de les valls dels afluents superiors són sufocades per papirs, que contenen boscos pantanosos estacionals.
La part superior del riu té una àrea de captació d'aproximadament 2.650 km².
El curs inferior del riu és un cinturó de zones humides permanents sobre 7 km que acaba on arriba al riu Nyabarongo. En aquest tram de 80 km el riu baixa d'una elevació de 1465 m a 1400 m. El cinturó d'aiguamolls s'alimenta a la dreta del llac Cohoha i del llac Cyohoha Sud.
El cantó burundès del cinturó d'aiguamolls té unes 14.600 ha d'aiguamolls permanents al llarg d'un tram de 63 km del riu, amb els aiguamolls arribant de 6 a 10 km a les valls dels afluents.

## Clima
La part superior de la conca hidrogràfica té precipitacions anuals mitjanes d'aproximadament 1.200 mm.
Les precipitacions anuals mitjanes a les zones humides es d'uns 800 mm.
El clima de Ruanda està determinat per la Zona de convergència intertropical, que crea dues estacions plujoses.
Un d'ells dura des de mitjans de setembre fins a mitjans de desembre i l'altre de març a maig.
El canvi climàtic pot augmentar la gravetat tant de les inundacions com de les sequeres.
En l'episodi el Niño 1997-98 es van destruir una gran quantitat de plantacions agrícoles als aiguamolls i pantans de les conques hidrogràfiques Nyabarongo i Akanyaru.

## Flora
Al costat dels canals oberts, les plantes principals són Pistia stratiotes (carabassa aquàtica), Leersia hexandra i Oryza barthii, una herba en el gènere d'arròs.
Més a prop de la riba es troba una combinació de Typha australis, Miscanthidium violaceum, Cladium jamaicense amb alguns papirs.
Cyperus denudatus, Cyperus latifolius i Echinochloa pyramidalis també es troben en algunes parts.
Altres parts tenen superfícies de papir pur.
El bosc pantanós prop del riu està dominat per Bridelia micrantha, Ficus verruculosa, Myrica kandtiana i Phoenix reclinata.
Més enllà de les espècies comunes del riu figuren Acacia polyacantha i Albizia gummifera.

## Fauna
Els aiguamolls són una àrea de gran biodiversitat, particularment d'ocells.
Hi ha registres d'almenys 54 espècies d'aus amb hàbitats humits a la regió del pantà.
Aquestes inclouen les migrants martinet ros de Madagascar, arpella pàl·lida russa i becadell gros. També s'ha vist el xoriguer petit. El gairebé amenaçat Laniarius mufumbiri hi és present així com el vulnerable Calamonastides gracilirostris.
El sitatunga, un antílop, també es troba als pantans.

## Activitats humanes
La vall no està protegida, i gran part de la terra que només s'inundarà estacionalment es conrea en altres èpoques de l'any.
La població local també es dedica a la pesca al riu i als pantans.
Les zones humides s'utilitzen cada vegada més per a l'agricultura.
A la temporada seca, la població local talla i crema la vegetació de les pantans, destruint constantment l'hàbitat.
L'octubre de 2005 Charles Karangwa, el Director d'Afers Econòmics de Butare, va dir que la gent hauria d'augmentar l'ús de l'aiguamoll Akanyaru per als cultius, especialment el blat de moro.
El febrer de 2011, el ministre de Terres i Medi Ambient va dir a la gent del districte de Gisagara que aprofitessin millor el pantà d'Akanyaru, amb mètodes agrícoles més moderns.
Segons el ministre Kamanzi, el marc cooperatiu de la Nile Basin Initiative no va desaparèixer. Va dir: "No hi ha cap acord que impedeixi que la nostra població utilitzi l'aigua ... per descomptat, d'una bona manera".
El desembre de 2012, els ministeris d'Infraestructures i Recursos Naturals discutien sobre la millor manera d'avaluar la quantitat i la qualitat de la torba Akanyaru. Dues empreses, una de l'Índia i una altra de Turquia, es van fer càrrec de la producció de torba.
Es va construir una planta de 100 mW de combustió de torba per la promotora turca Hakan Mining and Generation Industry and Trade.